# De Blauwvoet

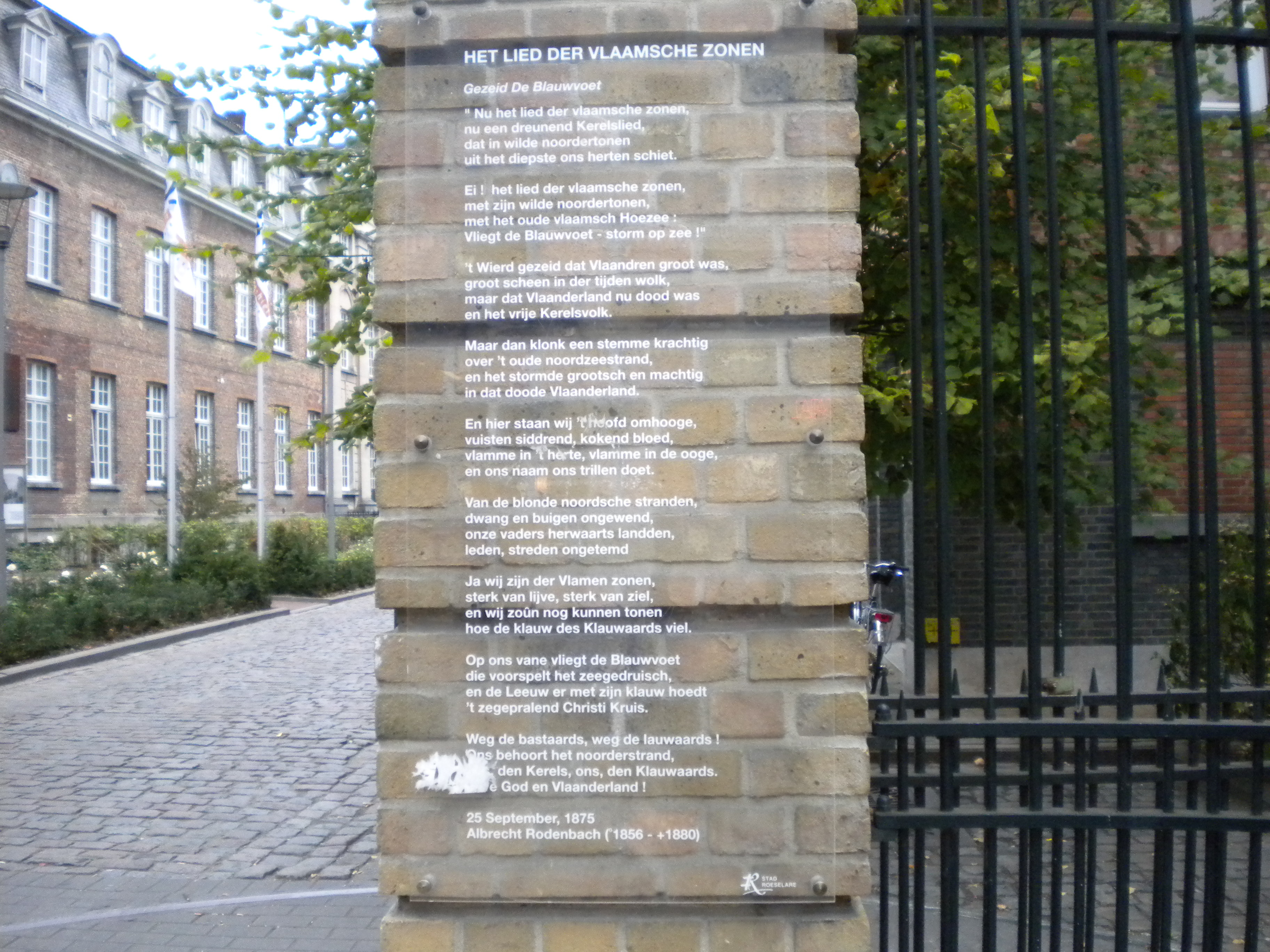
Het "Lied der Vlaamsche zonen" van Albrecht Rodenbach, gedenkteken aan het Klein Seminarie in Roeselare

De Blauwvoet is het bekende strijdlied van de katholieke Vlaamse studentenbeweging. Het wordt ook Het lied der Blauwvoeten of Nu het lied der Vlaamse zonen genoemd, naar de eerste regel van het lied. Het was oorspronkelijk het strijdlied van de 19e-eeuwse studentenbeweging Blauwvoeterij. Het lied werd in verschillende versies door Albrecht Rodenbach gedicht, met als uiteindelijke afwerkingsdatum 25 september 1875. De muziek werd gecomponeerd door de muziekleraar van het Klein Seminarie Johan de Stoop. Latere composities werden gemaakt door August De Boeck, en - de meest bekende - door Emiel Hullebroeck. Het lied paste in de strijdlyriek van de 19de-eeuwse Romantiek.

## Ontstaan
Rodenbach haalde zijn inspiratie voor de tekst van dit lied bij de roman De Kerels van Vlaanderen van Hendrik Conscience. Daaruit werd ook de strijdkreet Vliegt de Blauwvoet? Storm op zee! ontleend. Deze roman is het verhaal van de strijd tussen de Kerels, zeelui die zich ook Blauwvoeten noemden, en de Isengrims. Conscience op zijn beurt had zich gebaseerd op de Histoire de Flandre (zes delen) van Joseph Kervyn de Lettenhove. Hierin komt het waargebeurde verhaal van de strijd tussen de Veurnse families Blauvoet en Ingrekin in de 12de eeuw. Dus de benaming "blauwvoet" verwijst niet naar het symbool voor de blauwvoetgent, een vogel die men slechts zag als er storm op komst was.
De eerste versie van het lied, geschreven in juni-juli 1875 (met als datum door de dichter gegeven van 20 september 1875), werd door Rodenbach gemaakt voor het naamfeest van de superior van de school op 27 en 28 juli. Het was een huldedicht aan die superior met als slotvers: 'Priester, wil den dank ontvangen / van het dankbaar vlaamse kind :/ in zijn wilde en woeste zangen / omdat ge zijn vlaams-zijn mint'. Het lied werd niettemin van het programma geweerd, omdat de superior afwisselend Franse en Vlaamse liederen wilde en er al een Vlaams lied voorzien was. Dit leidde tot een conflict tussen leerlingen en de schooloverheid, die in de romantische geschiedenis van de blauwvoeterij bekendheid kreeg als De Groote Storinghe. Met deze ludieke actie kwam de zogenaamde Blauwvoeterij goed op gang en dit zou zijn weerslag hebben op de Vlaamse Beweging. Enkele dagen na het incident volgde dan de nieuwe strijdlustige versie van het lied, zonder allusie op de superior. Dit lied werd opgedragen aan de jonge studiemeester Jozef Axters die de zijde van de leerlingen had gekozen.

## Betekenis
De studenten van de studentengilde van Roeselare legden contacten met andere studentengilden aan katholieke Vlaamse colleges, zoals in Sint-Niklaas en Mechelen. Uit die contacten ontstond de eerste overkoepeling van de Katholieke Vlaamse Studentenbeweging. De katholieke Vlaamse studentengilden (later verenigd in het AKVS) beschouwden dit lied als hun strijdlied.
Het lied kreeg tijdens het Interbellum, vooral met de toonzetting van Hullebroeck, grote bekendheid in de Vlaamse, vooral katholieke, onderwijsinstellingen en bij de jeugdbewegingen.
Het wordt nog steeds gezongen op op cantussen bij de clubs aangesloten bij het Seniorenkonvent Leuven, bij jeugdverenigingen zoals de KSA en het Vlaams Nationaal Jeugdverbond, alsook op Vlaamse zangfeesten.

## Muzikale stijl
De Blauwvoet is in een ongepunteerd ritme geschreven, en heeft daardoor, indien traag gespeeld, het statige karakter van de nationale hymnes van Groot-Brittannië, Nederland en Duitsland. De Vlaamse Leeuw daarentegen is geschreven in een gepunteerd ritme, en heeft daardoor hetzelfde marskarakter als de Marseillaise en de Brabançonne.

## Tekst
De blauwvoet, zoals geschreven door Albrecht Rodenbach :
Nu het lied der Vlaamse zonen,

nu een dreunend kerelslied,

dat in wilde noordertonen

uit het diepst ons herte schiet.

Refrein:

Ei! het lied der Vlaamse zonen,

met zijn wilde noordertonen,

met het oude Vlaams Hoezee.

Vliegt de blauwvoet? Storm op zee!

't Wierd gezeid dat Vlaanderen groot was,

groot scheen in der tijden wolk,

maar dat Vlaanderland nu dood was,

en het vrije kerelsvolk.

Maar dan klonk een stemme krachtig

over 't oude noordzeestrand

en het stormde groots en machtig,

in dat dode Vlaanderland.

En hier staan wij, 't hoofd omhoge,

vuisten siddrend, kokend bloed;

vlam in 't herte, vlam in de oge,

en ons naam ons trillen doet!

Van de blonde noordse stranden,

dwang en buigen ongewend,

onze vaders herwaarts landden,

leden, streden, ongetemd.

Ja wij zijn der Vlamen zonen,

sterk van lijve, sterk van ziel,

en wij zou'n nog kunnen tonen,

hoe de klauw der Klauwaars viel.

Op ons vane vliegt de Blauwvoet,

die voorspelt het zeegedruis,

en de Leeuw er met zijn klauw hoedt

mijn lieve dierbaar kruis.

Weg de bastaards, weg de lauwaards.

ons behoort het noordzeestrand,

ons de kerels, ons de Klauwaars,

leve God en Vlaanderland!

## Publicaties
- Albrecht RODENBACH, Verzamelde werken, Deel II, Al de gedichten, Tielt, Lannoo, 1956.